# Faissault
Faissault é uma comuna francesa na região administrativa de Grande Leste, no departamento Ardenas. Estende-se por uma área de 6,09 km². Em 2010 a comuna tinha 258 habitantes (densidade: 42,4 hab./km²).